# Джузеппе Компаньйо
Джузеппе Компаньйо (італ. Giuseppe Compagno, нар. 25 серпня 1967, Палермо) — італійський футболіст, що грав на позиції нападника. По завершенні ігрової кар'єри — тренер.
Виступав, зокрема, за клуби «Аталанта», «Пескара» та «Палермо», а також юнацьку збірну Італії U-20.

## Клубна кар'єра
Народився 25 серпня 1967 року в місті Палермо. Вихованець однойменного клубу з рідного міста.
У дорослому футболі дебютував виступами за команду «Аталанта», зігравши у Серії А 2 листопада 1986 року проти «Верони» (1:2). Він зіграв загалом 8 матчів у сезоні, в якому команда з Бергамо вилетіла до Серії B, але дійшла до фіналу Кубка Італії 1986/87. Там Компаньйо був у стартовому складі в обох матчах проти «Наполі», але його команда програла і не здобула трофей. У наступному сезоні він зіграв 12 матчів і забив 3 голи у Серії В, а також дебютував у єврокубках, зігравши один матч у Кубку володарів кубків, а в листопаді 1988 року, після лише одного матчу у новому сезоні, він відправився в оренду до «П'яченци» з Серії B як часткову компенсацію за перехід Армандо Мадонни до «нерадзуррі». Тут Джузеппе провів 22 матчі без голів, а емілійці фінішували останніми та вилетіли до Серії С1.
Після цього Компаньйо повернувся до Бергамо, де зіграв ще 4 матчі в Серії А, перш ніж був проданий до «Авелліно». Після лише одного сезону в цій команді він на два сезони перейшов до «Козенци», де у сезоні 1991/92 років під керівництвом Едоардо Реї забив 6 голів у 36 матчах.
Надалі Компаньйо повернувся до Серії А, приєднавшись до нещодавно підвищеної «Пескари». Він зіграв 22 матчі в першому сезоні, але команди вилетіла з еліти. Тим не менш Джузеппе залишився у клубі і у наступному сезоні забив 7 голів (особистий рекорд). У сезоні 1994/95 років Компаньйо втратив місце в основі, зігравши лише 5 матчів, тому в грудні 1995 року повернувся на Сицилію і чотири сезони захищав кольори рідного «Палермо» (два в Серії B і два в Серії C1).
З 1999 року Компаньйо по сезону провів у Серії C1 за клуби «Анкона» і «Реджана», після чого остаточно повернувся на Сицилію. Там він грав у нижчих лігах за «Ніссу» та «Деліануову» в Серії D, а завершив ігрову кар'єру у команді «Карині», за яку виступав протягом 2003—2005 років у Еччеленці.
За свою кар'єру він провів загалом 35 матчів у Серії А та 212 матчів і забив 21 гол у Серії B.

## Виступи за збірну
У складі юнацької збірної Італії (U-20) дійшов до чвертьфіналу молодіжного чемпіонату світу 1987 року у Чилі, взявши участь на турнірі у 1 грі.

## Кар'єра тренера
Після певної перерви у футболі, у 2008 році його запросила команда «Кастельдачча», яка грала в сицилійському Промоціоне. У грудні того ж року його звільнили.